# Giuseppe Barchitta
Giuseppe Barchitta, conhecido também como José Barchita (Scordia, 18 de julho de 1876 – São Paulo, 30 de agosto de 1958) foi um pintor, desenhista, escultor e eminente professor italiano radicado no Brasil.
Realizou seus estudos sobre pintura e escultura na Academia de Belas Artes de Roma. Foram seus professores Ettore Tito e Guglielmo Gardi.
Transferiu-se para o Brasil no início do século XX, em data não identificada. Escolheu como residência a cidade de São Paulo onde viveu até seus últimos dias. Foi professor de desenho na "Escola Professional Masculina" do Brás e no Liceu de Artes e Ofícios.
Entre os seus muitos alunos pode-se citar artistas como Hugo Adami, César Lacanna, Ado Malagoli, Glycério Geraldo Carnelosso, Otávio Araújo, Lívio Abramo, Francisco Rebolo, Alfredo Norfini, Enrico Vio, Domingos Antiquera, Francisco Prohane, Alfredo Volpi e Luís Morrone.
Em 1916, apresentou-se na "Exposição Geral de Belas Artes", no Rio de Janeiro. Em 1934 expôs no primeiro Salão Paulista de Belas Artes.